# 班鐵翔
班鐵翔（1957年10月1日—）是一名臺灣男演員。2014年以《大愛長情劇展—無敵老爸》入圍新加坡亞洲電視獎最佳男主角獎。
2016年11月11日在導演曹瑞原、導演辛建宗、演員李天柱夫妻以及其他好友律師等人見證下，與小他7歲的台商女友Celine登記結婚，正式成為夫妻。

## 電視劇
| 年 度  | 頻 道             | 劇 名                     | 飾 演          |
| 1984年 | 臺視              | 鐵血楊家將                | 楊五郎         |
| 1985年 | 臺視              | 笑傲江湖                  | 向問天         |
| 1988年 | 臺視              | 黃金孔雀城                | 黑旋風、薛西樓 |
| 1989年 | 臺視              | 天眼                      | 王凱           |
|        | 臺視              | 中國民間故事-父子雙青天   | 狄龍           |
| 1992年 | 臺視              | 天眼-英雄不朽             | 湯慶白         |
| 1995年 | 臺視              | 天眼-無罪的罪人           | 林正福         |
|        | 臺視              | 中國民間故事-太上老君傳奇 | 商紂王         |
| 1996年 | 華視              | 三國英雄傳之關公          | 廖化           |
| 1996年 | 中視              | 天師鍾馗-紅梅閣           | 鄭虎臣         |
| 1997年 | 華視              | 施公奇案-考場怪譚         | 翻江蛟         |
| 1997年 | 華視              | 施公奇案-獅面王           | 盧老六         |
| 2000年 | 華視              | 麻辣鮮師                  | 康金寶         |
| 2001年 | 公視              | 大醫院小醫師              | 卓醫師         |
| 2002年 | 大愛電視台        | 聞風而來                  | 大伯           |
| 2002年 | 大愛電視台        | 新芽                      | 齊文義         |
| 2004年 | 華視              | 情人看招                  |                |
| 2005年 | 大愛電視台        | 草山春暉                  | 李源海         |
| 2007年 | 華視              | 惡女阿楚                  | 楊濤浪         |
|        | 面具              | 李楓                      |                |
| 2009年 | 中視              | 閃亮的日子                | 蔡佳琪的父親   |
| 2009年 | 大愛電視台        | 曙光                      | 羅伯伯         |
| 2010年 | 三立都會台        | 國民英雄                  | 麥可劉（老大） |
| 2011年 |                   | 飛行少年                  | 許錦昌         |
| 2012年 | 公視              | 愛情替聲                  | 師傅           |
| 2013年 | 三立都會台        | 美味的想念                | 巴豐漫         |
| 2013年 | 民視              | 廉政英雄                  | 郭政儒         |
| 2014年 | 三立都會台        | 女人30情定水舞間          | 艾大雄         |
| 2014年 | 公視              | 無敵戰艦協和號            | 鐵六           |
| 2014年 | 大愛電視台        | 無敵老爸                  | 廖洪興         |
| 2016年 | 公視              | 一把青                    | 老鞏           |
| 2016年 | 三立都會台        | 飛魚高校生                | 何星雄         |
| 2016年 | 大愛電視台        | 人生逆轉勝                | 梁伯伯         |
| 2017年 | 公視              | 麻醉風暴2                 | 朱權綱         |
| 2017年 | 大愛電視台        | 生命桃花源                | 陳村霖         |
| 2018年 | 大愛電視台        | 有你陪伴                  | 嚴父           |
| 2019年 |                   | 浮士德遊戲2               | 方文濤         |
| 2019年 | 華視/三立都會台   | 用九柑仔店                | 趙先生         |
| 2020年 | Vidol/三立        | 位！你在等我嗎？          | 坤叔           |
| 2020年 | 三立都會台/華視   | 廢財闖天關                | 潘東楷         |
| 2020年 | 優酷              | 預支未來                  | 福伯           |
| 2021年 | 三立都會台/華視   | 廢財闖天關2               | 潘東楷         |
| 2022年 | 公視/MyVideo/台視 | 茁劇場－誰說媽媽像月亮    | 李明仁         |
| 2024年 | YouTube           | 小菁與言言                | 金爺爺         |
| 2024年 | 大愛電視台        | 你好，我是誰2             | 丁鐵軍         |
| 2024年 | Netflix           | 影后                      | 寬叔           |
| 未播   |                   | 電競高校                  | 莉紋的爺爺     |

## 長篇電影
- 1987年《國父傳》(導演丁善璽）飾演  同盟會成員
- 1997年《黑金》(導演麥當傑）飾演 殺手
- 2017年《澤水困》（導演辛建宗）飾演
- 2018年《盲人律師》（導演洪成昌）飾演 趙定邦
- 2020年《蕃薯澆米》
- 2023年《WOMEN 我們不知道的事》
- 2023年《老狐狸》（導演蕭雅全）飾演 老李
- 2024年《夏日的檸檬草》（導演賴孟傑）飾演 程奕外公
- 2025年《腎上腺》（導演周騰）飾演

## 短篇電影
- 2019年 鏡文學驚悚劇場—《樂園》飾演 老年金堅
- 2021年 《講話沒有在聽》飾演 趙伯

## 獎項紀錄
| 年份   | 頒獎典禮         | 獎項                   | 作品              | 角色   | 結果 |
| ------ | ---------------- | ---------------------- | ----------------- | ------ | ---- |
| 2025年 | 亞洲影視內容大獎 | 電視節目類最佳男配角獎 | 《你好，我是誰2》 | 丁鐵軍 | 待定 |

## 外部連結
- 班鐵翔在互联网电影资料库（IMDb）上的資料（英文）
- 班鐵翔在香港影庫上的簡介
- 班鐵翔在豆瓣上的资料（简体中文）
- 過去跑船、賣玩偶　班鐵翔入行30多年終問鼎亞太影帝 （页面存档备份，存于）